# Obligation in solidum
Pour les articles homonymes, voir Obligation et Solidarité.
Une obligation in solidum (différente de l'« obligation conjointe » ou encore de l'« obligation solidaire ») est une obligation de plusieurs personnes tenues chacune responsable pour le tout envers le créancier. La locution latine in solidum vise donc l'obligation pour l'ensemble des co-débiteurs de payer l'intégralité de la dette puisque ceux-ci sont à l'origine d'un même préjudice.
À la différence de la solidarité, il n'existe aucun lien de représentation entre les débiteurs, ce qui a pour effet d'avoir des effets moindres que l'obligation solidaire.

## Droit québécois
En droit québécois, l'obligation in solidum est reconnue.